# Giesbertiolus ornatus
Giesbertiolus ornatus är en skalbaggsart som beskrevs av Henry Fuller Howden 1988. Giesbertiolus ornatus ingår i släktet Giesbertiolus och familjen Cetoniidae. Inga underarter finns listade i Catalogue of Life.